# 安全描述符
安全描述符（英語：Security descriptors）是安全信息的数据结构，用于可安全（securable）的Windows对象，这些对象可以被唯一名称辨识。安全描述符可用于任何命名对象，包括文件、文件夹、共享、注册表键、进程、线程、命名管道、服务、工作对象以及其他资源。

## 简介
安全描述符包含自主决定的存取控制串列（DACL），里面包含有访问控制项（ACE），因此可以允许或拒绝特定用户或用户组的访问。它们还包含一个系统访问控制列表（SACL）以控制对象访问请求的日志（logging）。ACE可以显式应用于对象，或者从父对象继承。ACE的顺序在ACL中很重要，拒绝访问的ACE应该比允许访问的ACE更早出现。安全描述符还包含对象所有者。
强制完整性控制就是通过新类型的ACE在安全描述符上实现。

## 应用
文件和文件夹的权限可以使用各种工具编辑，这包括Windows Explorer、WMI，以及命令行工具如Cacls、XCacls、ICacls、SubInACL，免费的Win32控制台FILEACL，自由实用工具SetACL，以及其他实用工具。要编辑一个安全描述符，用户需要有该对象的WRITE_DAC访问权限，该权限通常默认授予管理员和该对象的所有者。

## 数据结构
```
typedef
 
struct
 
_SECURITY_DESCRIPTOR
 
{

  
UCHAR
  
Revision
;

  
UCHAR
  
Sbz1
;

  
SECURITY_DESCRIPTOR_CONTROL
  
Control
;
 
//其自身的一些控制位

  
PSID
  
Owner
;
 
//Owner安全标识符(Security identifiers) 相当于UUID，标识用户、用户群、计算机帐户

  
PSID
  
Group
;
 
//Group安全标识符(Security identifiers) 相当于UUID

  
PACL
  
Sacl
;
 
//（System Access Control List），其指出了在该对象上的一组存取方式（如，读、写、运行等）的存取控制权限细节的列表。

  
PACL
  
Dacl
;
 
//（Discretionary Access Control List），其指出了允许和拒绝某用户或用户组的存取控制列表。 如果一个对象没有DACL，那么就是说这个对象是任何人都可以拥有完全的访问权限。 

}
 
SECURITY_DESCRIPTOR
,
 
*
PISECURITY_DESCRIPTOR
;

typedef
 
struct
 
_ACL
 
{

    
BYTE
  
AclRevision
;

    
BYTE
  
Sbz1
;

    
WORD
   
AclSize
;

    
WORD
   
AceCount
;

    
WORD
   
Sbz2
;

}
 
ACL
,
 
*
PACL
;

```

取得对象上的安全设置，或修改对象上的安全设置的Windows API。如：GetNamedSecurityInfo, SetNamedSecurityInfo，GetSecurityInfo, SetSecurityInfo。
底层安全描述符函数：
- 对于文件、目录、邮槽、命名管道，可以使用其专用函数GetFileSecurity和SetFileSecurity函数来取得或设置文件对象的SD，以设置其访问权限。
- 对于进程、线程、访问token（英语：Access token）、文件映射对象、信号量、事件、互斥锁、可等待定时器，使用 GetKernelObjectSecurity与SetKernelObjectSecurity函数
- 对于Window Station与桌面，使用GetUserObjectSecurity与SetUserObjectSecurity函数
- 对于注册表键，使用RegGetKeySecurity与RegSetKeySecurity函数
- 对于Windows服务对象，使用QueryServiceObjectSecurity and SetServiceObjectSecurity函数
- 对于打印机对象，使用GetPrinter and SetPrinter函数的PRINTER_INFO_2结构参数。
- 对于网络共享，使用NetShareGetInfo and NetShareSetInfo 的网络502级别。
- 对于进程创建的私有对象，使用CreatePrivateObjectSecurity, DestroyPrivateObjectSecurity, GetPrivateObjectSecurity and SetPrivateObjectSecurity函数

## 例子
```
#include
 
<windows.h>

void
 
main
(
void
)

{

	
SECURITY_ATTRIBUTES
 
sa
;
  
//和文件有关的安全结构

	
SECURITY_DESCRIPTOR
 
sd
;
  
//声明一个SD

	
BYTE
 
aclBuffer
[
1024
];

	
PACL
 
pacl
 
=
 
(
PACL
)
&
aclBuffer
;
 
//声明一个ACL，长度是1024

	
BYTE
 
sidBuffer
[
100
];

	
PSID
 
psid
 
=
 
(
PSID
)
&
sidBuffer
;
  
//声明一个SID，长度是100

	
DWORD
 
sidBufferSize
 
=
 
100
;

	
char
 
domainBuffer
[
80
];

	
DWORD
 
domainBufferSize
 
=
 
80
;

	
SID_NAME_USE
 
snu
;

	
HANDLE
 
file
;

	
//初始化一个SD

	
InitializeSecurityDescriptor
(
&
sd
,
 
SECURITY_DESCRIPTOR_REVISION
);

	
//初始化一个ACL

	
InitializeAcl
(
pacl
,
 
1024
,
 
ACL_REVISION
);

	
//查找一个用户hchen，并取该用户的SID

	
LookupAccountName
(
0
,
 
"uidp1078"
,
 
psid
,
&
sidBufferSize
,
 
domainBuffer
,
&
domainBufferSize
,
 
&
snu
);

	
//设置该用户的Access-Allowed的ACE，其权限为“所有权限”

	
AddAccessAllowedAce
(
pacl
,
 
ACL_REVISION
,
 
GENERIC_ALL
,
 
psid
);

	
//把ACL设置到SD中

	
SetSecurityDescriptorDacl
(
&
sd
,
 
TRUE
,
 
pacl
,
 
FALSE
);

	
//把SD放到文件安全结构SA中

	
sa
.
nLength
 
=
 
sizeof
(
SECURITY_ATTRIBUTES
);

	
sa
.
bInheritHandle
 
=
 
FALSE
;

	
sa
.
lpSecurityDescriptor
 
=
 
&
sd
;

	
//创建文件

	
file
 
=
 
CreateFile
(
"d:
\\
testfile"
,
0
,
 
0
,
 
&
sa
,
 
CREATE_NEW
,
 
FILE_ATTRIBUTE_NORMAL
,
 
0
);

	
CloseHandle
(
file
);

}

```